# Laura Dave
Pour les articles homonymes, voir Dave.
Laura Dave de son vrai nom Biassi Feukeu Davide Laure, née le 19 mai 1985 à Tonga, est une journaliste, animatrice, entrepreneuse et productrice camerounaise.

## Biographie

### Enfance et formation
Biassi Feukeu Davide Laure, plus connue sous le nom de Laura Dave, est née le 19 mai 1985 dans la ville de Tonga dans la région de l'Ouest Cameroun. Son père, originaire du département du Ndé dans l'Ouest Cameroun, est décédé en 2003 et travaillait en tant qu'herboriste ; sa mère quant à elle originaire de Yabassi dans le Nkam, dans la région du Littoral Cameroun, est couturière de profession. Dave est la première-née et l'unique fille d'une famille de trois enfants. Elle passe la majeure partie de son enfance à Yaoundé. 
Dave entame son parcours scolaire à L'École maternelle et primaire du Camp Bové, puis au Collège d'Enseignement Secondaire (CES) de Ngoa Ekélé pour le primaire, le Lycée Général-Leclerc où elle obtient son baccalauréat, L'Institut Supérieur de Traduction, d'Interprétation et de communication (ISTIC) ; puis à Douala, elle obtient son BTS Communication d’entreprises à l'Institut Supérieur de Management (ISMA).

### Carrière
Laura Dave débute dans l'animation en s’exerçant au microphone à la maison, puis dans les boîtes de nuits a à peine 14 ans, auprès de Serge Tamba et Bill Rock tous deux animateurs de radio,.  
A l’âge de 16 ans, Dave commence sa carrière professionnelle à la Radio Tiéméni Siantou (RTS). Elle enchaine en tant qu'animatrice à la Radio Environnement et à SKY Radio à Yaoundé.
Le 26 Janvier 2005, Laura Dave devient maman d’un petit garçon nommé Jason Karl tout en travaillant à Radio Nostalgie Cameroun. Cependant, ce n'est pas facile pour elle d'allier vie de maman et profession ; mais elle peut compter sur le soutien de sa maman. À Radio Nostalgie, Dave s’occupe non seulement de l’animation, mais aussi du service commercial en tant que directrice commerciale.
En 2006, Laura Dave emménage à Douala à la demande de Cyrille Bojiko avec qui elle co-présente une émission à la FM105 Suelaba. Par la suite, elle débute à la télévision en tant que coprésentatrice de l’émission Jambo aux côtés de Tchop Tchop. Dave, l’une des premières animatrice sur le plateau de l’émission Jambo lancée en 2007, se voit écartée du programme en 2010. Elle explique dans une interview n'avoir pas compris les raisons de son éviction du programme. En 2012, elle rejoint la chaine de télévision VoxAfrica pour présenter l’émission culturelle Afrobuzz Douala.
En 2014, elle lance LD PROD (Laura Dave productions) à qui l’on octroie les émissions Prénom du jour  sur Canal 2 international et Prénom Africain. Dave lancera plus tard « Laura Dave Media » et la web tv appelée « Inside TV ».
Laura Dave participe en 2019 au festival de Cannes pour le compte de la chaine de télévision VoxAfrica. Cette même année, elle est nommée aux Africa Talents Awards dans la catégorie « Meilleur présentateur tv ».
Laura Dave figure aussi dans les vidéogrammes des artistes ; Wax Dey sur le titre Faut Pas Compliquer et Stanley Enow sur le titre My Way. 